# エドゥアルド・ヤグブスキー
エドゥアルド・ボリソヴィッチ・ヤグブスキー（露: Эдуарда Борисовича Ягубского、1939年2月26日 - ）は、ロシアの物理化学者。
彼は、ソ連・ロシアにおける有機伝導体・有機超伝導体の物質開発を主導した研究者であり、特に有機超伝導体β-(BEDT-TTF)2I3の発見により国際的に著名である。この発見は、BEDT-TTFを有機超伝導体の主要な構成分子として位置付ける契機となった。

## 来歴
1939年2月26日に、ソビエト連邦ウクライナ・ソビエト社会主義共和国ドネツク（現在のウクライナドネツィク州ドネツィク）で生まれた。彼の父親はスターリングラード攻防戦で戦死したため、彼と二人の妹は母親に育てられた。
1962年にモスクワ精密化学技術研究所で理学修士号（有機化学）を取得した。1973年にソ連科学アカデミーのモスクワ化学物理学研究所支部（チェルノゴロフカ）で博士号（Ph. D.）を、1986年に理学博士号（Dr. Sci.）を取得した。博士課程では、シアニン色素や(アレーン)クロム化合物とテトラシアノキノジメタン（略はTCNQ）を組み合わせた電荷移動錯体の開発研究を行い、理学博士号の研究では、テトラカルコゲノテトラセンおよびビス(エチレンジチオ)テトラチアフルバレン（略はBEDT-TTFあるいはET）を用いた低次元分子金属および超伝導体の開発研究を行った。
1974年に同研究所支部の上級研究員、1986年に主任研究員、1987年には研究室長に就任した。1994年に日本学術振興会、1999年にイタリア外務省の外国人特別研究員として、海外での研究にも従事した。
現在もロシア科学アカデミー化学物理学研究所に勤務している。彼の詳細な伝記や有機導体への貢献については、文献に詳しい。